# Friedrich Gustaf Feldt
Friedrich Gustaf Feldt, även kallad Gustaf Fredrik Felt (Feldt), född 1729 i Stockholm, död där 30 mars 1787, var en svensk fortifikationsofficer och konstnär (porträttecknare).
Friedrich Gustaf Feldt var son till den från Tyskland härstammande hovgravören Johan Hindrich Feldt (Johan Henrik Felt den äldre) och Fredrika Elisabeth Köppe.
Felt undervisades i teckning av sin far och antogs sedan vid fortifikationen där han nådde konduktörs grad. Han följde 1756-1757 Nils Wessman under dennes antikvariska resa i Skåne och utförde flera av teckningarna av monumenten och herrgårdarna här, bland annat den av Kiviksmonumentet. Efter resan utsågs han till underkonduktör vid fortifikationen. 1762-1764 sändes han på uppdrag av Byggningsämbetet att avrita herrgårdar i Skåne. Syftet med resorna var avbilda kyrkor och herrgårdar för ett supplement till Suecia antiqua et hodierna. Slutresultatet blev 42 bilder som när de skulle reproduceras 1770 var och förblev borta.
Han befordrades 1762 till konduktör vid Fortifikationen. Feldt skall även utfört andra arbeten, bland annat omtalas att han utfört tuschteckningar av Gustav III och drottning Sofia Magdalena och en teckning av prins Carl, som skall ha varit den första teckningen med svart och vit pastellkrita i Sverige. Felt är representerad med kopior av fyra blad i Kungliga biblioteket som ej ger en rättvis bild av Felts förmåga samt två blad som troligen härstammar från den försvunna originalserien och ett original i tusch från 1760 över Lövsätra i Roslagen.